# Daniel Koziarski
Daniel Koziarski (ur. 11 stycznia 1979 w Gdyni) – polski prawnik, pisarz, autor artykułów prasowych i internetowych. 

## Życiorys
Ukończył III Liceum Ogólnokształcące im. Marynarki Wojennej RP w Gdyni. W 2003 został absolwentem prawa na Uniwersytecie Gdańskim. Obronił pracę z zakresu prawa karnego procesowego. W „Gazecie Polskiej” opublikował cykl satyrycznych opowieści pt. „Opowiadania poprawne”. Jako pisarz zadebiutował w lutym 2007 powieścią „Kłopoty to moja specjalność, czyli kroniki socjopaty“, która ukazała się nakładem wydawnictwa Prószyński i S-ka. Książka otrzymała bardzo pozytywne recenzje w „Kulturze“ i „Newsweeku“ (Joanna Ruszczyk, Newsweek, 18 marca 2007). W stworzonej przez Koziarskiego postaci Tomasza Płachty, który specjalizuje się w komplikowaniu życia sobie i innym, niektórzy doszukują się podobieństw z „Dniem Świra“ Marka Koterskiego. Kolejna część cyklu, „Socjopata w Londynie“, wydana została w sierpniu 2007 i była jedną z pierwszych książek o nowej fali polskiej emigracji. W lipcu 2008 ukazała się jego trzecia książka pt. „Klub samobójców“. Otrzymała bardzo dobrą recenzję  Piotra Kofty w „Kulturze“ („Dziennik“). W listopadzie 2009 premierę miała jego kolejna książka pt. „Mój prywatny Sąd Ostateczny“. W sierpniu 2010 wydawnictwo MG opublikowało trzecią część cyklu „Socjopata“ – „Przypadki Tomasza Płachty. Życie i śmierć socjopaty.“ Od 2016 związany z wydawnictwem Novae Res, w którym opublikował kilka powieści, w tym dwie z Agnieszką Lingas-Łoniewską („Zbrodnie pozamałżeńskie”, „Klub niewiernych”). Na przestrzeni lat opowiadania Koziarskiego zamieszczane były w różnych antologiach m.in. w „Zemsta jest kobietą” (JanKa), której był współpomysłodawcą czy „Zakochane Trójmiasto”, „Ludzie potrafią latać” (Novae Res). Wspólnie z Wojciechem Obremskim napisał kilka książek o tematyce komiksowej i retrospektywnej m.in. biografię Bogusława Polcha pt. „Polch. Kowal od komiksów” (Novae Res, 2022) czy „Żyło się. Lata 80./90. sentymentalnie i refleksyjnie” (Novae Res, 2024). Jest autorem scenariuszy komiksowych m.in. stworzył z rysownikiem Arturem Ruduchą serie „Kapitan Szpic” (Ongrys) oraz „Piraci z Wysp Szczęśliwych” (Ongrys).

## Twórczość
Powieści
- Kłopoty to moja specjalność, czyli kroniki socjopaty (2007), Prószyński i S-ka
- Socjopata w Londynie (2007), Prószyński i S-ka
- Klub samobójców (2008), Prószyński i S-ka
- Mój prywatny Sąd Ostateczny (2009), Grasshopper
- Przypadki Tomasza Płachty. Życie i śmierć socjopaty (2010), MG
- Zbrodnie pozamałżeńskie (2016), Wydawnictwo Novae Res, współautor Agnieszka Lingas-Łoniewska[3]
- Kobieta, która wiedziała za mało (2017), Wydawnictwo Novae Res
- Ciemnokrąg, (2017), Wydawnictwo Novae Res
- Miłość w czasach dyskontów (2018), Wydawnictwo Novae Res
- Klub niewiernych (2018), Wydawnictwo Novae Res, współautor Agnieszka Lingas-Łoniewska
- Galeria (2020), Wydawnictwo Novae Res, współautor Beata Woźniak

Opowiadania
- Dziewięć żyć kota Alberta (w tomie Opowiadania pod psem i kotem (2008), MG)
- Suka (w tomie Piątek, 2:45 (2010), Filar)
- Monodram (2011)
- Niania (w tomie 31.10 Halloween po polsku (2011))
- Prywatny Akt Oskarżenia (w tomie Zemsta jest kobietą (2011))
- Kwestia smaku (2012)
- Dwanaście przedwigilijnych potraw (2017), Wydawnictwo Novae Res (w tomie Pensjonat pod Świerkiem)
- Skwer miłości, skwer samotności (2019), Wydawnictwo Novae Res (w tomie Zakochane Trójmiasto)
- Rocznica (2019), Wydawnictwo Novae Res (w tomie Ludzie potrafią latać)

Literatura faktu
- Od Nerwosolka do Yansa: 50 komiksów z czasów PRL-u, które musisz przeczytać przed śmiercią (2021), Wydawnictwo Novae Res, współautor Wojciech Obremski
- Polch. Kowal od komiksów (2022), Wydawnictwo Novae Res, współautor Wojciech Obremski
- Zatrzymane w kadrze. Komiksowi twórcy z czasów PRL-u – rozmowy i wspomnienia (2023), Wydawnictwo Novae Res, współautor Wojciech Obremski
- Żyło się. Lata 80./90. sentymentalnie i refleksyjnie (2024), Wydawnictwo Novae Res, współautor Wojciech Obremski

Scenariusze komiksowe
- Kapitan Szpic i wielki cyrk (współautor Artur Ruducha), (2018), wydawnictwo Ongrys
- Kapitan Szpic i Czarna Niechcesete (współautor Artur Ruducha) (2019), wydawnictwo Ongrys
- Kapitan Szpic i popielniczka z negatywką (współautor Artur Ruducha) (2019), wydawnictwo Ongrys
- Kapitan Szpic i tajemnica starej naczepy (współautor Artur Ruducha) (2020), wydawnictwo Ongrys
- Kapitan Szpic i upiory przeszłości (współautor Artur Ruducha) (2021), wydawnictwo Ongrys
- Piraci z Wysp Szczęśliwych. Podstęp Czarnego Egona (współautor Artur Ruducha) (2022), wydawnictwo Ongrys
- Piraci z Wysp Szczęśliwych. Wielka maskarada (współautor Artur Ruducha) (2023), wydawnictwo Ongrys
- Emigracja zewnętrzna (współautor Artur Ruducha) (2024), dwuplanszowy komiks w „Zeszyty Komiksowe 37. Horror”, wydawnictwo Fundacja Instytut Kultury Popularnej
- Piraci z Wysp Szczęśliwych. Sztuka przekrętu (współautor Artur Ruducha) (2024), wydawnictwo Ongrys